# La Chapelle-Fleurigné
La Chapelle-Fleurigné es una comuna nueva francesa situada en el departamento de Ille y Vilaine, de la región de Bretaña.

## Historia
Fue creada el 1 de enero de 2024, en aplicación de una resolución del prefecto de Ille y Vilaine de 26 de septiembre de 2023 con la unión de las comunas de Fleurigné y La Chapelle-Janson, pasando a estar el ayuntamiento en la antigua comuna de La Chapelle-Janson.

## Demografía
Según los datos aportados en la resolución del prefecto de Ille y Vilaine, la comuna se crea con 2463 habitantes.

## Composición
| Comuna delegada    | Código INSEE | Población (2021) | Superficie (km²) | Densidad (hab./km²) |
| ------------------ | ------------ | ---------------- | ---------------- | ------------------- |
| Fleurigné          | 35112        | 929              | 18.17            | 51                  |
| La Chapelle-Janson | 35062        | 1501             | 26.96            | 56                  |